# Kenan Karaman
Kenan Karaman (Stuttgart, 1994. március 5. –) német-török származású török válogatott labdarúgó, a német Schalke 04 csatára.

## Pályafutása

### Klubcsapatokban
2014. április 29-én előszerződést írt alá a Hannover 96-tal, mivel a Hoffenheimnél lejárt a szerződése. Három évig játszott Hannoverben.
2018. május 18-án három évre elkötelezte magát a 2. Bundesligába újonnan feljutott Fortuna Düsseldorf csapatához. Szerződése lejártával, 2021. május 24-én távozott a Fortunától.
A 2021–22-es idényben a török Beşiktaş együttesében játszott.
2022. szeptember 1-jén hároméves szerződést írt alá a Bundesligában szereplő Schalke 04 csapatával.

### A válogatottban
2017. november 9-én mutatkozott be a török válogatottban a Románia elleni barátságos mérkőzésen. A 2020-as Európa-bajnokságon – amelyet a Covid19-pandémia miatt csak 2021-ben rendeztek meg –, tagja volt a keretnek, és mindhárom csoportmeccsen játszott.

## Statisztika

### A válogatottban
Frissítve: 2021. november 16-án
| Válogatott  | Év       | Mérk. | Gól |
| ----------- | -------- | ----- | --- |
| Törökország |          |       |     |
| 2017        | 2        | 0     |     |
| 2018        | 1        | 0     |     |
| 2019        | 7        | 1     |     |
| 2020        | 7        | 3     |     |
| 2021        | 14       | 2     |     |
| Összesen    | Összesen | 31    | 6   |

## Sikerei, díjai
Besiktas
- Török szuperkupa: 2021

## Fordítás
- Ez a szócikk részben vagy egészben  a   Kenan Karaman című angol Wikipédia-szócikk ezen változatának fordításán alapul.  Az eredeti cikk szerkesztőit annak laptörténete sorolja fel. Ez a jelzés csupán a megfogalmazás eredetét és a szerzői jogokat jelzi, nem szolgál a cikkben szereplő információk forrásmegjelöléseként.